# クロガシラウミヘビ
クロガシラウミヘビ（黒頭海蛇、学名：Hydrophis melanocephalus）は、コブラ科ウミヘビ属に分類されるヘビ。特定動物。有毒。

## 分布
インドネシアからニューギニアまでの海に分布し、日本では南西諸島の沿岸や沖縄に多く見られるが、対馬海流に乗った場合によっては北海道の海にも見られる。

## 形態
全長80 - 140センチメートル。体形は細長い。体色は淡黄色で黒い横の帯が見られる。頭部が黒いものが多いが、そうでない個体もいる。種小名melanocephalusは「黒い頭」の意で、和名や英名と同義。頭の小ささに対して胴から後半にかけては太い。尾はひれ状になっている。マダラウミヘビと特徴が被る点が多く見分け辛いが、頭部の側頭板がほとんど一枚であること、頭部に対して眼が大きいことなどで区別可能。

### 毒
毒の成分は神経毒から成り、症状は、全身の倦怠感、筋肉痛、運動障害、呼吸困難、麻痺、そして最悪の場合は死に至る。
本種に咬まれた場合は、噛まれた部分より心臓に近い部分をきつく縛り、毒を搾り出す。そして一刻も早く病院へ急行し、医師による適切な治療を受ける。

## 生態
主に熱帯から亜熱帯に生息する。完全水棲種で、陸にあがることはない。昼行性。
海底の砂地で頭を持ち上げてじっとしていることが多く、近づいても逃げることは無いが、何かに驚いたりした場合にはすぐさま水面へ泳いでいく。
食性は動物食で、細長い魚類（アナゴ等）を食べる。頭部で海底の砂を掘り起こし獲物を探す。
繁殖形態は卵胎生で、10月頃1回に4-5頭の幼蛇を産む。

## 人間との関係
ウミヘビは総じてあまり攻撃性を持たないといわれるが、クロガシラウミヘビは比較的攻撃的で、人間の姿を見て向かってくることがある為注意が必要である。